# Steinbruch Alverdissen

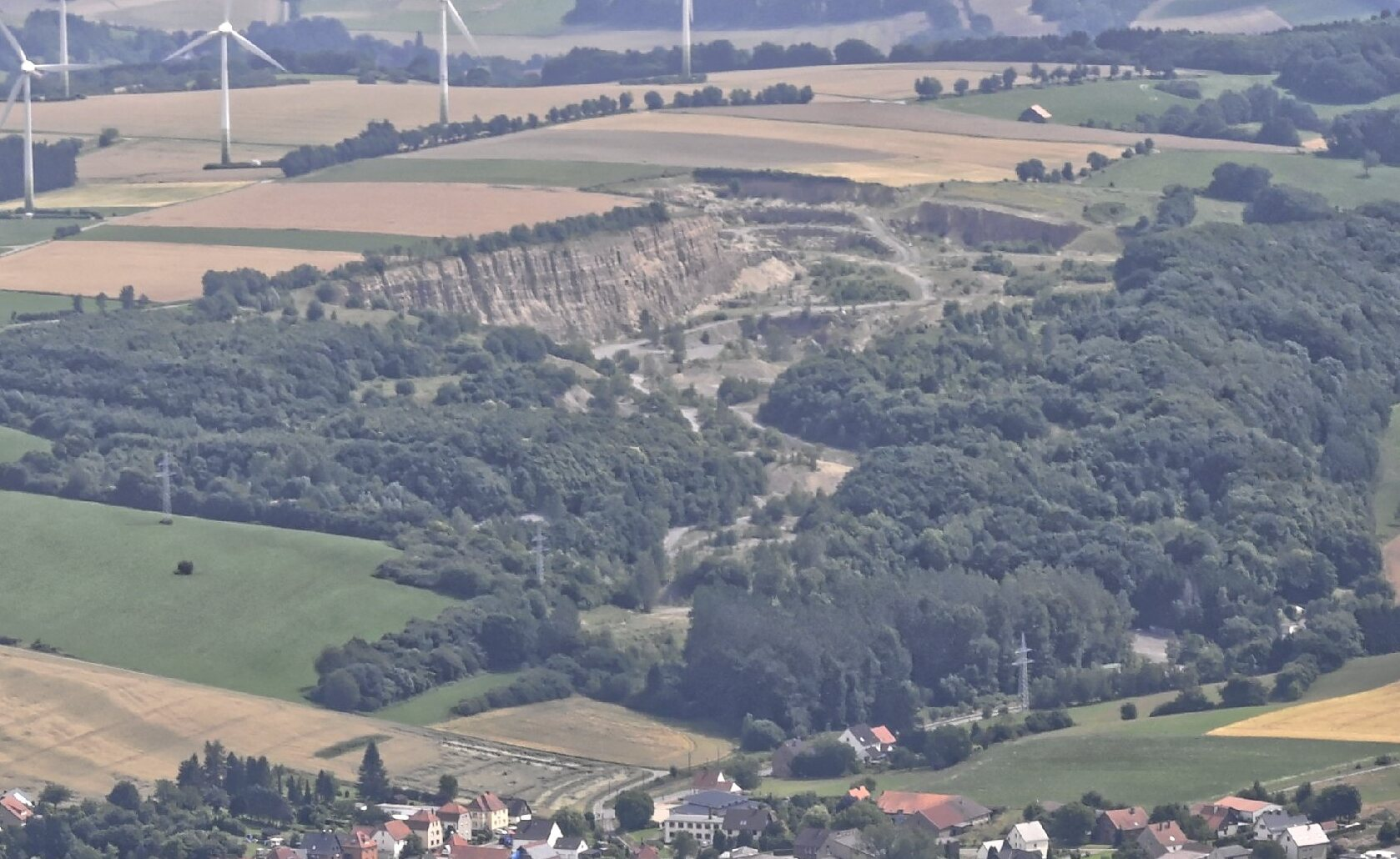
Steinbruch Alverdissen (2015)

Der Steinbruch Alverdissen ist ein ehemaliger Kalk-Steinbruch südöstlich von Alverdissen im Stadtgebiet Barntrup im Bundesland Nordrhein-Westfalen. Der Steinbruch liegt im Landschaftsschutzgebiet Lipper und Pyrmonter Bergland. Südlich grenzt direkt das Landschaftsschutzgebiet Hecken- und Grünlandkomplex Schmalental an. Im Steinbruch baute die Firma Schneidewind Muschelkalk aus der Trias bis Januar 2006 ab.

## Mineralien
Für den Steinbruch sind bisher folgende Mineralfunde dokumentiert (Stand 2025): Aragonit, Baryt, Bergkristall, Calcit, Dolomit, Limonit, Pyrit, Quarz, Siderit und Sphalerit.

## Fossilien
Auf Initiative einer Gruppe Blomberger Amateurgeologen wurde im Sommer 1989 in Steinbruch der Firma Schneidewind durch das Lippische Landesmuseum ein etwa drei Quadratmeter großer Abschnitt eines fossilen Seelilienriffs mit Feilenmuscheln geborgen. Der für die lippische Region einmalige Fund aus dem Oberen Muschelkalk vor rund 236 Millionen Jahren wurde im Rahmen der amtlichen paläontologischen Bodendenkmalpflege gesichert, dann präpariert und befindet sich seitdem in der naturhistorischen Abteilung des Landesmuseums in Detmold.
Dazu fand man bis 2025 folgende 13 Fossilienarten: Ceratites (Gymnoceratites) enodis, Ceratites compressus, Ceratites evolutus, Ceratites robustus, Ceratites spinosus, Encrinus liliiformis, Hoernesia socialis, Myophoria vulgaris, Plagiostoma striatum, Pleuromya elongata, Pleuronectites laevigatus, Terquemia difformis und Triadotiaris.